# Classe Bay (dragueur de mines)
Pour les autres classes de navires du même nom, voir Classe Bay.
La classe Bay  est une classe de dragueur de mines construite au Canada pendant la Guerre froide pour la Marine royale canadienne.

## Histoire
Cette classe tire son nom des diverses baies canadiennes. Elle a été conçue pour remplacer les dragueurs de mines issus de la Seconde Guerre mondiale.
Quatorze unités ont été commandées entre 1951 et 1952. Puis six autres ont été mis en chantier pour remplacer celles devant être ensuite transférées à la Marine française.
Quatre unités ont été achetées par la Turquie en 1957.
En 1972, les 6 unités françaises du "type canadien", dont les équipements fixes et le matériel mobile de dragage avaient été débarqués, ont été reclassées patrouilleur, assurant des missions de surveillance côtière et des missions de présence dans les territoires français outre-mer et de représentation à l'étranger dans le Pacifique et l'Océan Indien.

## Les unités
| Nom            | Pennant number | Chantier                              | Quille             | Lancement        | Armement          | Transfert         |                                     |
| -------------- | -------------- | ------------------------------------- | ------------------ | ---------------- | ----------------- | ----------------- | ----------------------------------- |
| HMCS Chaleur   | MCB 144        | Port Arthur Shipbuilding Port-Arthur  | 8 juin 1951        | 21 juin 1952     | 18 juin 1954      | 30 septembre 1954 | La Dieppoise France (1954-1985)     |
| HMCS Chaleur   | MCB 164        | Marine Industries Limited Sorel-Tracy | 20 février 1956    | 11 mai 1957      | 12 septembre 1957 |                   |                                     |
| HMCS Chignecto | MCB 156        | Marine Industries Limited Sorel-Tracy | 4 juin 1951        | 13 juin 1952     | 1er décembre 1953 | 31 mai 1954       | La Bayonnaise France (1954-1976)    |
| HMCS Chignecto | MCB 160        | Chantier maritime A.C. Davie Lévis    | 25 octobre 1955    | 17 novembre 1956 | 1er août 1957     |                   |                                     |
| HMCS Comox     | MCB 146        | Victoria Machinery Depot Ltd Victoria | 8 juin 1951        | 22 avril 1952    | 2 avril 1954      | 11 septembre 1957 | Tirebolu Turquie                    |
| HMCS Cowichan  | MCB 147        | Victoria Machinery Depot Ltd Victoria | 20 juin 1951       | 12 novembre 1951 | 10 décembre 1953  | 31 mars 1954      | La Malouine France (1954-1977)      |
| HMCS Cowichan  | MCB 162        | Yarrows Shipbuilding Esquimalt        | 10 juillet 1956    | 26 février 1957  | 12 décembre 1957  |                   |                                     |
| HMCS Fortune   | MCB 151        | Victoria Machinery Depot Ltd Victoria | 24 avril 1952      | 14 avril 1953    | 3 novembre 1954   | 28 février 1964   | Greenpeace Two MV Edgewater Fortune |
| HMCS Fundy     | MCB 145        | Chantier maritime A.C. Davie Lévis    | 19 juin 1951       | 9 décembre 1953  | 19 mars 1954      | 31 mars 1954      | La Dunkerquoise France (1954-1984)  |
| HMCS Fundy     | MCB 159        | Saint John Shipbuilding Saint John    | 7 mars 1955        | 14 juin 1956     | 27 novembre 1956  |                   |                                     |
| HMCS Gaspe     | MCB 143        | Chantier maritime A.C. Davie Lévis    | 21 mars 1951       | 12 novembre 1951 | 5 décembre 1953   | 22 août 1957      | Trabzon Turquie                     |
| HMCS James     | MCB 152        | Yarrows Shipbuilding Esquimalt        | 16 août 1951       | 12 mars 1953     | 3 mai 1954        | 28 février 1964   | Marine marchande                    |
| HMCS Miramichi | MCB 150        | Saint John Shipbuilding Saint John    | 13 juin 1952       | 4 mai 1954       | 30 juillet 1954   | 1er octobre 1964  | La Lorientaise France (1954-1984)   |
| HMCS Miramichi | MCB 163        | Victoria Machinery Depot Ltd Victoria | 2 février 1956     | 22 février 1957  | 29 octobre 1957   |                   |                                     |
| HMCS Quinte    | MCB 149        | Port Arthur Shipbuilding Port-Arthur  | 14 juin 1952       | 8 août 1953      | 15 octobre 1954   | 26 février 1964   |                                     |
| HMCS Resolute  | MCB 154        | Kingston Shipbuilding Kingston        | février 1951       | 20 juin 1953     | 16 septembre 1954 | 14 février 1964   |                                     |
| HMCS Thunder   | MCB 153        | Canadian Vickers Ltd Montréal         | 17 mai 1951        | 17 juillet 1952  | 15 décembre 1953  | 31 mars 1964      | La Paimpolaise France (1954-1986)   |
| HMCS Thunder   | MCB 161        | Port Arthur Shipbuilding Port-Arthur  | 1er septembre 1955 | 27 octobre 1956  | 3 octobre 1957    |                   |                                     |
| HMCS Trinity   | MCB 157        | Chantier maritime A.C. Davie Lévis    | 31 janvier 1952    | 31 juillet 1953  | 16 juin 1954      | 21 août 1957      | Terme Turquie                       |
| HMCS Ungava    | MCB 148        | Chantier maritime A.C. Davie Lévis    | 17 décembre 1951   | 20 mai 1953      | 4 juin 1954       | 23 août 1957      | Tekirdag Turquie                    |